# Лешко-Попель Іван Васильович
Іва́н Васи́льович Лешко-По́пель (нар. 5 вересня 1860, Рогачов, Могильовська губернія — пом. 14 грудня 1903, Катеринослав, Катеринославська губернія) — український лікар та громадський діяч.

## Життєпис
Іван Лешко-Попель народився 5 (17) вересня 1860 року в білоруському місті Рогачов Могильовської губернії. Поляк за національністю, шляхтич за походженням. Закінчив Могильовську гімназію. У 1879 році вступив на природничий факультет Петербурзького університету, після закінчення якого у 1883 році перейшов на 3-й курс медико-хірургічної академії. Після закінчення академії 12 листопада 1886 року отримав звання військового лікаря. 30 листопада 1887 зарахований до 54-го резервного кадрового батальйону, згодом перейменованого на 210-й Перекопський резервний батальйон, а згодом Перекопський полк, військовим лікарем. Батальйон розташовувався у Катеринославі. 7 лютого 1887 року Іван Лешко-Попель став земським лікарем. З 1888 лікар був членом Катеринославського медичного товариства.
На початку XX сторіччя мешканці Катеринослава (Дніпро) називали його «народним лікарем», «другом знедолених».
Крім платних клієнтів, Лешко-Попель приймав десятки хворих катеринославців, котрі не мали коштів на лікування в дорогих клініках. Перед смертю мав чин надвірного радника.

На початку грудня 1903 лікар заразився від пацієнта, важко хворої дитини, та отримав зараження крові. 13 грудня 1903 року о третій годині ранку лікар помер. Вже о шостій ранку біля будинку улюбленця Катеринослава стояла суцільна стіна його шанувальників. По всьому місту служили панахиди. На одному з заводів робітники не пішли обідати й кілька тисяч осіб, запросивши священика, молилися за Івана Лешко-Попеля. До 11-ї години людей, які хотіли попрощатися з небіжчиком, зібралося так багато, що потрібен був наряд поліції. За свідченням очевидців на похорон прийшло понад 10 тисяч осіб, які зібралися проводити в останню дорогу Івана Лешко-Попеля.
Поховали лікаря далеко за містом — на території Тихвинского жіночого монастиря. Могила його в часи більшовиків втрачена. 2020 року в монастирі проведено панахиду пам'яті лікаря.

## Сім'я
Іван Лешко-Попель був одружений з Зінаїдою Никифорівною Кірдановською, рідною племінницею першої дружини російського письменника Федора Достоєвського Марії Дмитрівни Ісаєвої. Подружжя мало четверо дітей: Михайло, Лідія, Наталя, Катерина.
Нащадки Лешко-Попеля проживають нині у місті Дніпро на Мандриківці.

## Вшанування пам'яті

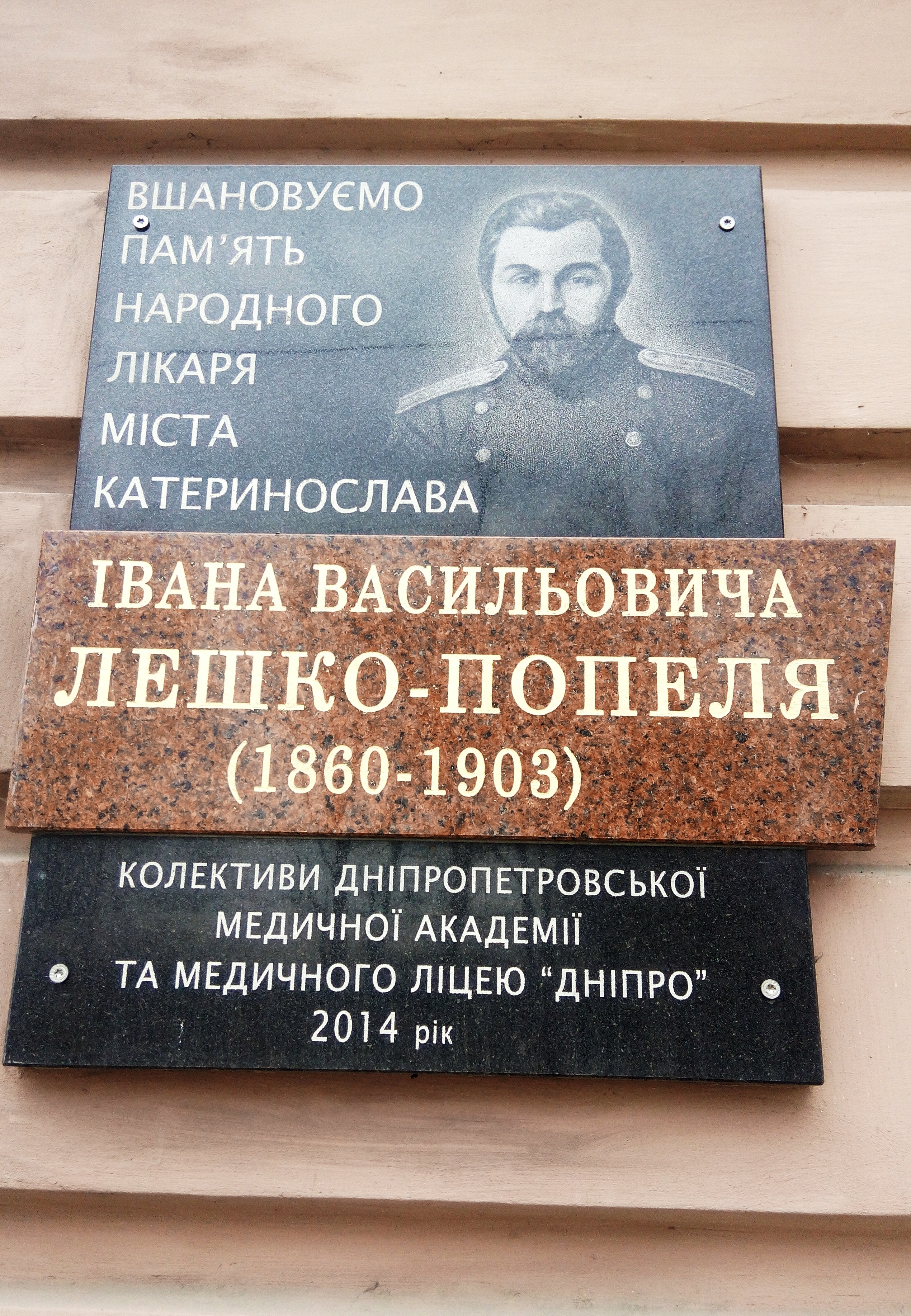
Меморiальна дошка I. В. Лєшко-Попеля в Днiпрi

У 1913 році, за ініціативи Дмитра Яворницького, на згадку про Івана Лешко-Попеля назвали вулицю у Нагірному районі. У другій половині XX ст. вулиця «сама собою» стала називатися Ляшко-Попеля, як й досі написано на номерах будинків.
У травні 2014 на одному з корпусів державної медичної академії, коштом благодійників, встановлено меморіальну дошку народному лікареві Іванові Лешко-Попелю.

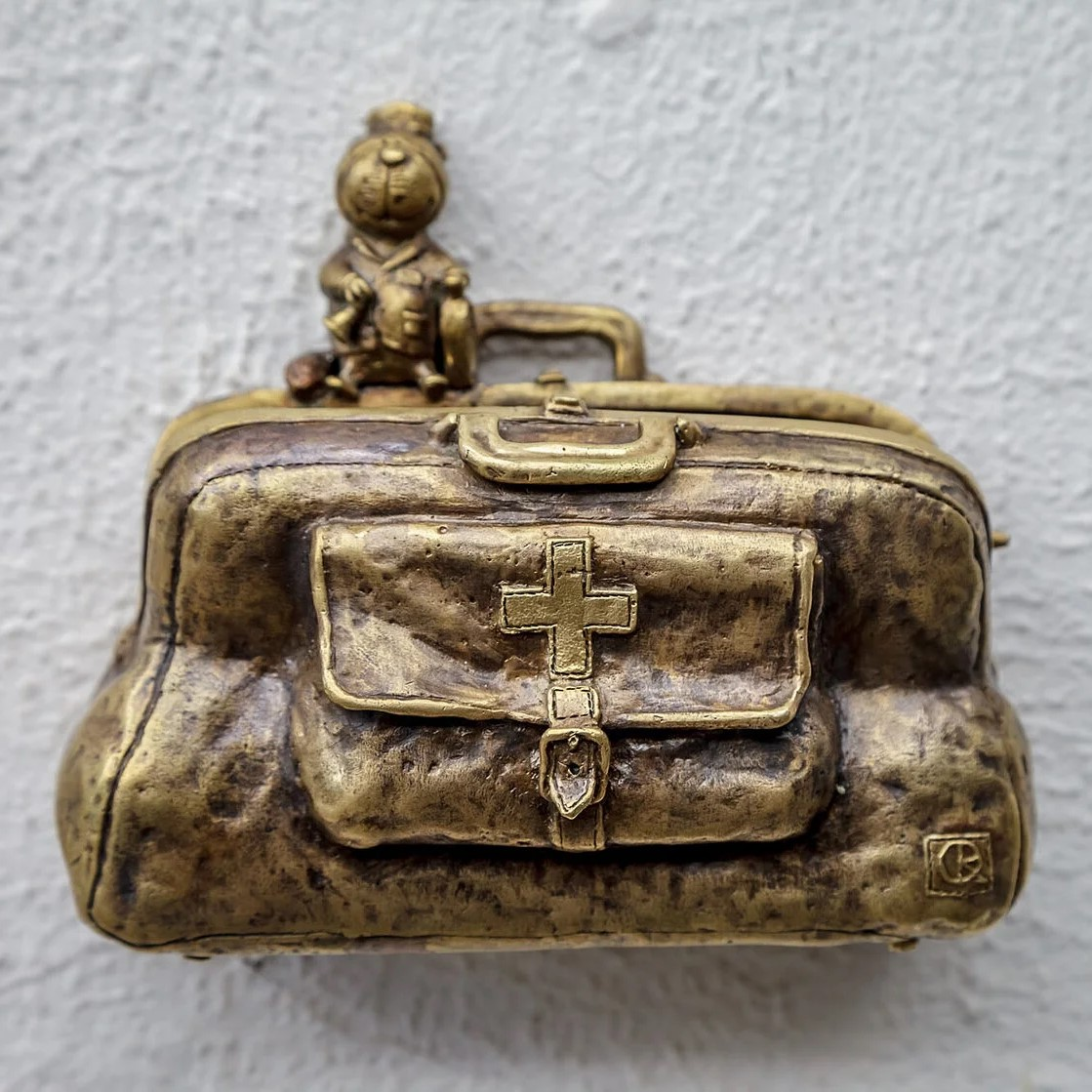
Мініскульптура «Лікарська валіза Івана Лєшко-Попеля» проєкту Відчуй Дніпро

У вересні 2022 року в Дніпрі встановили мініскульптуру на честь Івана Лешко-Попеля у вигляді лікарської валізи в рамках проєкту «Відчуй Дніпро»